# Махинллет
Махи́нллет, ранее Махинлет (валл. Machynlleth) — город в Уэльсе, Великобритания. Население — на 70 % валлийцы. Является туристическим местом.

## История
Махинллет считается древней столицей Уэльса. В нём заседал Парламент Уэльса в 1404 году, в нём же находился Королевский дворец. Однако законы не признавали столицей Уэльса какой-либо город до 1955 года. Махинллет пытался получить статус сити в Великобритании, но безуспешно.
Территория была заселена до римского вторжения в Британию. Во времена римлян здесь было поселение.
В средние века город был местом проведения ярмарок.

## Транспорт
С 1859 года Махинллет связан с другими валлийскими городами Кембрийской линией железной дороги.